# Ramaria atkinsonii
Ramaria atkinsonii är en svampart som först beskrevs av Giacopo Bresàdola, och fick sitt nu gällande namn av R.H. Petersen 1984. Ramaria atkinsonii ingår i släktet Ramaria och familjen Gomphaceae.   Inga underarter finns listade i Catalogue of Life.